# Skåla
Skåla er et fjeld ved Loen i Stryn kommune, Vestland fylke i Norge. Skåla ligger 1.843 meter over havet, mens den nærliggende Stryneskåla er 1.848 moh. Skålas top ligger kun 6,4 kilometer fra fjorden.
På toppen står Skålatårnet (Kloumanstårnet), et tårn muret i sten med 22 sengepladser, som blev opført i 1891 af doktor Hans Henrik Gerhard Klouman. En udbredt myte hævder at tårnet var ment at være et tiltag mod tuberkulose. Der er uenighed mellem mundtlige genfortællinger og skriftlige kilder om dette.
Hvert år afholdes fjeldløbet Skåla 1848 meter rett opp. Det går fra dalbunden og op og er på 1.823 højdemeter. Bakkene fra Tjugen til Skålatårnet er Norges lengste sammenhengende motbakke.

## Kloumanstårnet
Dr. Klouman var ifølge myten af den opfattelse at den tynde luft ville gøre folk friske og de kunne opholde sig i Kloumanstårnet. Frisk højfjeldsluft skulle angivelig være helsebringende for tuberkulosen som var en stor folkesygdom i slutningen af 1800-tallet. Det hævdes at det var argumentet doktor Hans Henrik Gerhard Klouman i Innvik brugte da han skabte interesse for å få bygget et tårn på Skåla, 1848 moh. Samtidig så man at dette kunne være interessant for et øgende antal turister. De to hoteller i Loen støttede med 100 kr hver og i alt blev der indsamlet 1100 kr. Det blev bestemt at der skulle laves en en-meter bred ridevej op, sånn at folk kunne fragtes på hesteryg. Grundejerne afstod fri grund og fik som kompensation eneret til transporten. Tårnet har over metertykke vægge og er på to etager. I anden etage er det tre køjer over hinanden, i en halvcirkel, med plads til i alt syv i hver seng. Tårnet bliver drevet som selvbetjent turistforeningshytte af Bergen Turlag.